# Felipe Carvalho
Luis Felipe Carvalho da Silva (Rivera, 18 settembre 1993) è un calciatore uruguaiano, difensore del Maricá.

## Carriera
Nato a Rivera, città di frontiera uruguaiana sul confine brasiliano, è cresciuto nei settori giovanili di diverse squadre brasiliane, tra cui quello dell'Internacional di Porto Alegre.
Dopo una parentesi al club amatoriale del Peñarol de Rivera, Carvalho ha debuttato nella Primera División uruguaiana il 15 febbraio 2015, quando il Tacuarembó è stato sconfitto in casa dal Rentistas (0-1). La sua parentesi nel club biancorosso è durata 15 partite.
Scoperto dallo scout norvegese Terje Liverød, il giocatore è stato acquistato nel luglio 2015 dagli svedesi del Malmö FF, in cerca di un sostituto dopo la cessione di Erik Johansson. Il cartellino del giocatore, che ha firmato un accordo valido per due anni e mezzo, è costato 3,7 milioni di corone (circa 400.000 euro).
A metà dell'Allsvenskan 2016 era stato utilizzato solo in due occasioni dal nuovo allenatore del Malmö Allan Kuhn. Il 25 luglio 2016 è stato così ceduto in prestito fino al termine della stagione al Falkenberg, formazione che già al momento del suo arrivo occupava la zona retrocessione, e che a fine anno è retrocesso effettivamente in Superettan.
È quindi tornato al Malmö FF per un'ulteriore stagione, culminata con la vittoria finale del campionato. Ha tuttavia giocato solo quattro partite, anche a causa di un infortunio al tendine di Achille che lo ha costretto a un lungo periodo di assenza.
Nel novembre 2017, Carvalho era stato prossimo ad approdare all'Östersund, ma la trattativa ha subito un brusco stop. Successivamente, l'agente del giocatore ha minacciato azioni legali contro il club accusato di aver rifiutato l'affare nonostante la firma di un presunto contratto.
Il 18 dicembre 2017, i norvegesi del Vålerenga hanno reso noto l'ingaggio di Carvalho, che si è legato al nuovo club con un contratto annuale, prolungato a stagione in corso fino al luglio 2021.
Nel gennaio 2019, il Vålerenga lo ha ceduto con un prestito annuale al Nacional, squadra della capitale uruguaiana Montevideo, vista anche la volontà del giocatore di avvicinarsi alla famiglia che viveva in patria.
Il 17 gennaio 2020, il Vålerenga ha reso nota la cessione di Carvalho ai boliviani del Bolívar. Il 20 agosto seguente è tornato in Uruguay, al River Plate (M).

## Statistiche

### Presenze e reti nei club
Statistiche aggiornate all'11 settembre 2021.
| Stagione         | Club             | Campionato       | Campionato | Campionato | Coppe nazionali | Coppe nazionali | Coppe nazionali | Coppe continentali | Coppe continentali | Coppe continentali | Supercoppe | Supercoppe | Supercoppe | Totale | Totale |
| Stagione         | Club             | Comp             | Pres       | Reti       | Comp            | Pres            | Reti            | Comp               | Pres               | Reti               | Comp       | Pres       | Reti       | Pres   | Reti   |
| ---------------- | ---------------- | ---------------- | ---------- | ---------- | --------------- | --------------- | --------------- | ------------------ | ------------------ | ------------------ | ---------- | ---------- | ---------- | ------ | ------ |
| feb.-lug. 2015   | Tacuarembó       | PD               | 15         | 0          | -               | -               | -               | -                  | -                  | -                  | -          | -          | -          | 15     | 0      |
| lug.-dic. 2015   | Malmö FF         | A                | 11         | 2          | CS              | 0               | 0               | UCL                | 7                  | 0                  | -          | -          | -          | 18     | 2      |
| gen.-lug. 2016   | Malmö FF         | A                | 2          | 1          | CS              | 0               | 0               | -                  | -                  | -                  | -          | -          | -          | 2      | 1      |
| lug.-dic. 2016   | Falkenberg       | A                | 14         | 0          | CS              | 1               | 0               | -                  | -                  | -                  | -          | -          | -          | 15     | 0      |
| 2017             | Malmö FF         | A                | 4          | 1          | CS              | 0               | 0               | UCL                | -                  | -                  | -          | -          | -          | 4      | 1      |
| Totale Malmö FF  | Totale Malmö FF  | Totale Malmö FF  | 17         | 4          |                 | 0               | 0               |                    | 7                  | 0                  |            | -          | -          | 24     | 4      |
| 2018             | Vålerenga        | ES               | 22         | 1          | CN              | 5               | 2               | -                  | -                  | -                  | -          | -          | -          | 27     | 3      |
| 2019             | Nacional         | PD               | 28         | 0          | -               | -               | -               | CL                 | 7                  | 0                  | SU         | -          | -          | 35     | 0      |
| 2020             | Vålerenga        | ES               | 0          | 0          | -               | -               | -               | -                  | -                  | -                  | -          | -          | -          | 0      | 0      |
| Totale Vålerenga | Totale Vålerenga | Totale Vålerenga | 22         | 1          |                 | 5               | 2               |                    | -                  | -                  |            | -          | -          | 27     | 3      |
| gen.-set. 2021   | Bolívar          | PD               | 3          | 0          | -               | -               | -               | CS+CL              | 0                  | 0                  | -          | -          | -          | 3      | 0      |
| set.-dic. 2021   | River Plate (M)  | PD               | 1          | 0          | -               | -               | -               | -                  | -                  | -                  | -          | -          | -          | 1      | 0      |
| Totale           | Totale           | Totale           | 100+       | 5+         |                 | 6               | 2               |                    | 14                 | 0                  |            | -          | -          | 120+   | 7+     |

## Palmarès

### Club
- Campionato svedese: 1

Malmö FF: 2017